# Wytrzymałość elektryczna
Wytrzymałość elektryczna, wytrzymałość dielektryczna – największa wartość natężenia pola elektrycznego, jaka może istnieć w dielektryku (izolatorze) bez wywołania przebicia. Jednostką wytrzymałości elektrycznej jest V/m.
Wytrzymałość dielektryczna w dużym stopniu zależy od wielu czynników, takich jak temperatura, czas działania pola elektrycznego, szybkość narastania pola elektrycznego, grubość warstwy dielektryka, częstotliwość przyłożonego pola elektrycznego. Pomiary wytrzymałości dielektrycznej muszą być prowadzone w ściśle znormalizowanych warunkach.
Nieprawidłowe dobranie izolacji do warunków pracy urządzenia może doprowadzić do przebicia izolacji, co spowoduje, że izolator zacznie przewodzić prąd a w konsekwencji doprowadzi do nieodwracalnych uszkodzeń urządzenia elektrycznego.
Wytrzymałość dielektryczna powietrza przy ciśnieniu 1 atmosfery, w temperaturze 0 °C, pomiędzy płaskimi elektrodami wynosi 3,2 kV/cm.